# 森林山站 (波士顿地铁)
森林山站（英語：Forest Hills）位于麻薩諸塞州波士顿的牙买加平原南部的森林山社区，是波士顿地铁橙线、波士顿通勤铁路尼德姆线换乘车站，同时也是很多马萨诸塞湾交通局公交线路的终点站，车站完全支持无障碍通行。通勤铁路普罗维登斯/斯托顿线、富兰克林线和美鐵阿西乐特快号列车和東北區域號列車均不在此站停靠。
车站周围有几个大型公园，西边的阿诺德植物园属于哈佛大学，东侧为森林山陵园和富兰克林公园，除了陵园外的两座公园均是波士顿绿宝石项链的一部分。北侧为西南走廊公园的最南端，该公园建造在美铁、通勤铁路和橙线行驶的西南走廊正上方。
车站设有数个零售商店，包括一家甜甜圈咖啡店，一个售报亭和一座花店。天气温暖的月份中，车站还设有农贸摊。该车站也是马萨诸塞湾交通局警察部门的分部，设有办事机构。车站外有206个停车位，不允许过夜停车，提供方便的停车换乘服务。

## 历史

森林山高架刚建成时

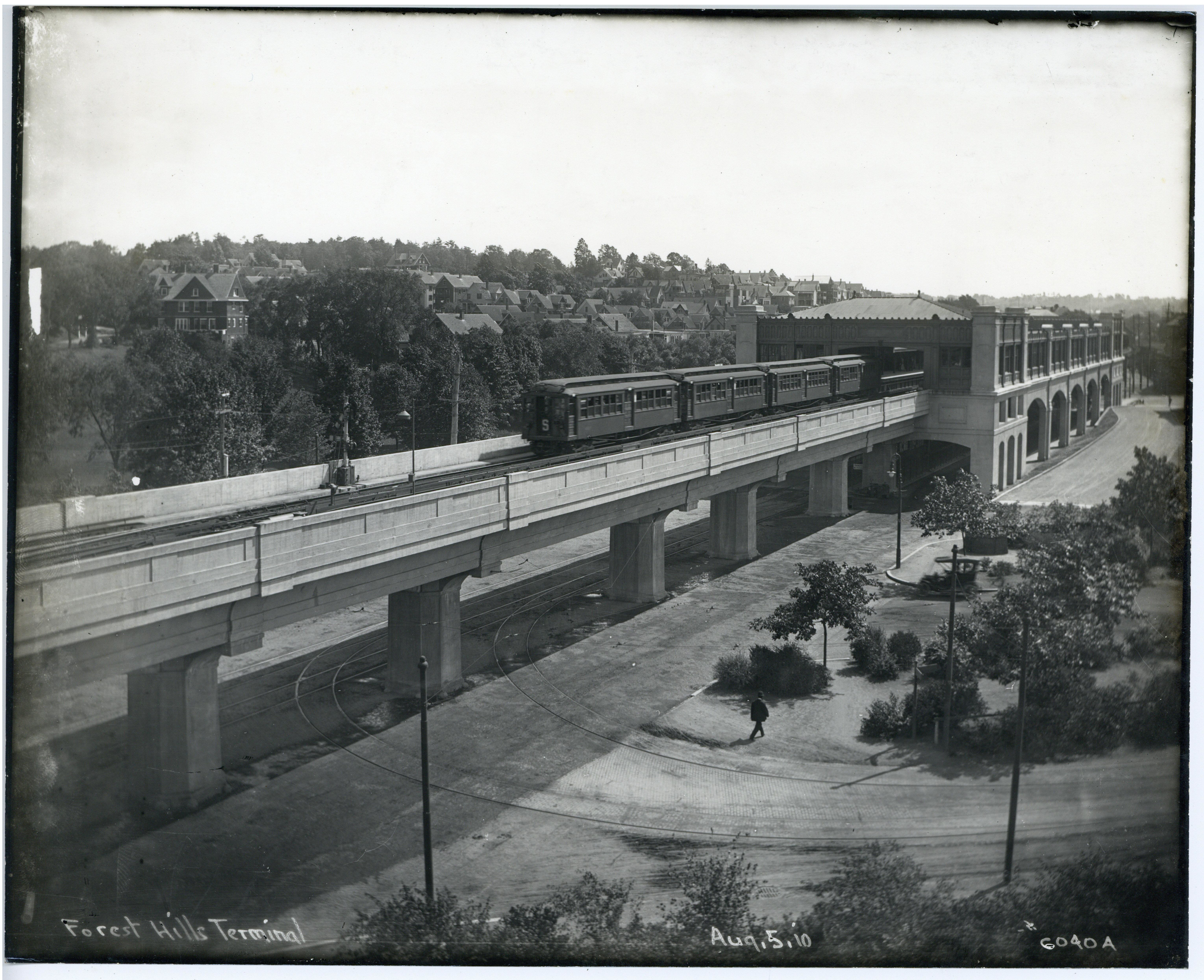
带有吸烟车厢的干线列车驶离森林山站（1910年）

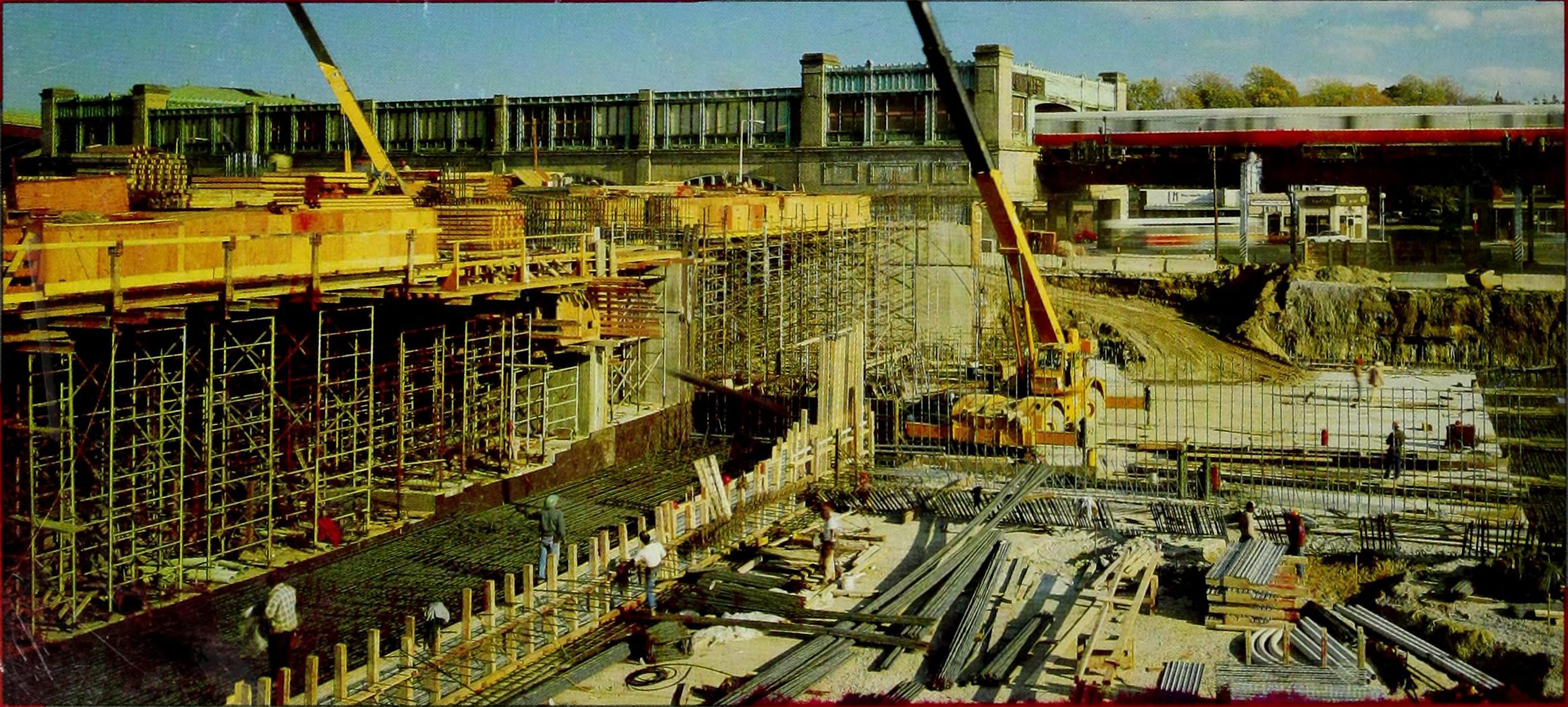
1985年建设中的新车站，背景为旧车站

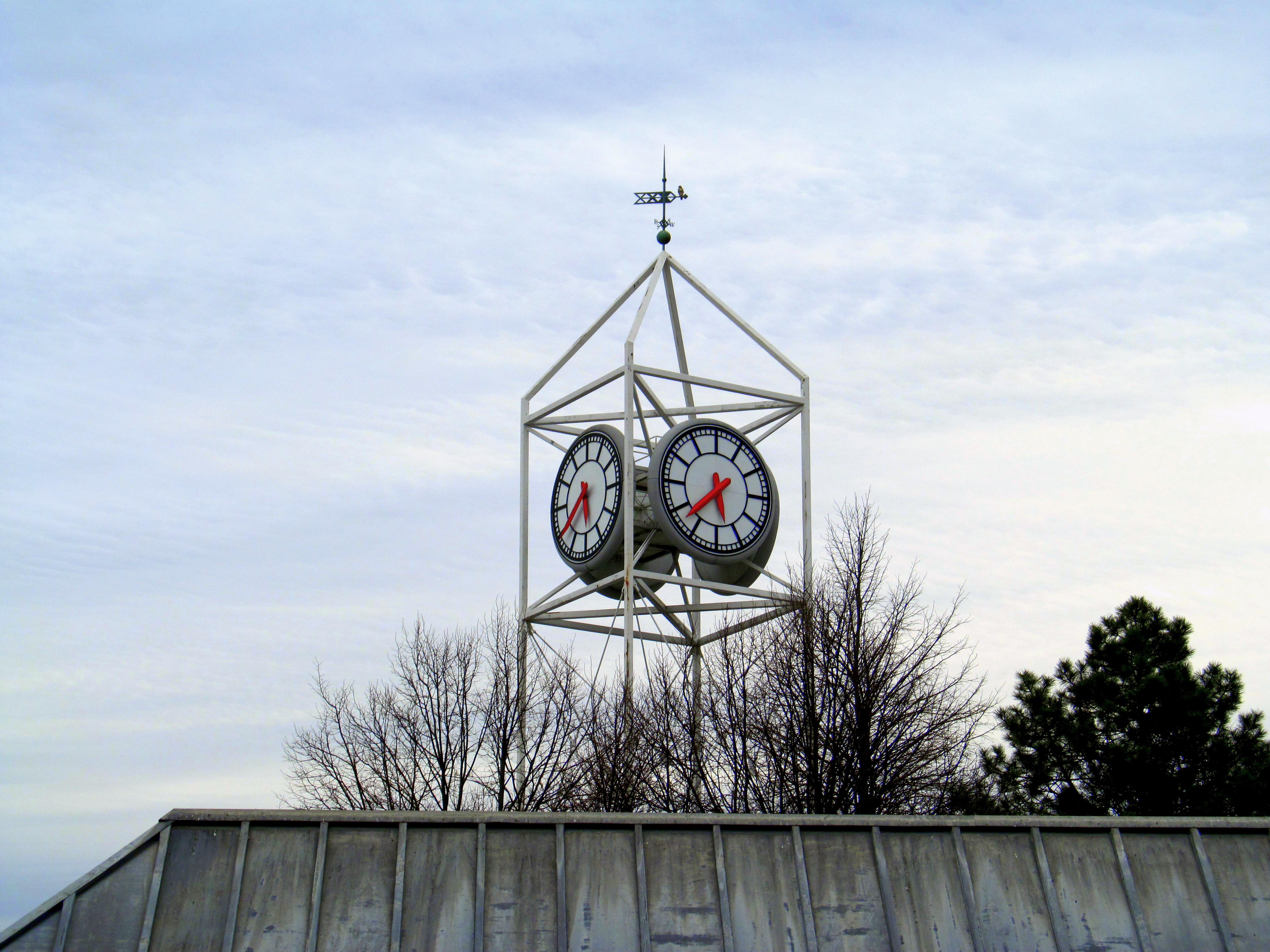
车站钟楼，1987年建，按照波士顿市中心车库钟楼样式建造，现以成为地标之一

### 收费站
1831年6月22日，波士顿至普罗维登斯铁路公司开始筹划在波士顿和普罗维登斯之间修建铁路，1832年开始建造。1834年公园广场至坎顿枢纽站之间的线路通车，:29 下一年整条线路全线通车。该客运线主打城际旅行，中间只设有雷德维尔站和罗克斯伯里十字站。:8
1842年在牙买加平原社区新增了绿街站和收费站，靠近诺福克和布里斯托尔收费公路的收费站。1845年，罗克斯伯里十字站至雷德维尔站之间增加一条平行轨道。:31 次年，收费站新建一座车站建筑，设有数座商店。
1850年6月3日开通了从西罗克斯伯里至戴德姆的新线路，:29 新的线路带来客流量的迅速增长。收费站旁的收费公路在1843年转为公共公路，不再收费:9，但是车站附近直到19世纪70年代依旧保持原名称，之后便以1848年建成的森林山陵园命名。:14

### 马车及有轨电车
1857年，西罗克斯伯里铁路开通一条往返于罗克斯伯里和牙买加平原南街的铁路，很快被都会铁路公司收购后与现有轨道连接，提供往返于牙买加平原和波士顿市中心的铁路服务。:60 1857年收费公路变为公共公路后，开通了一条通向达德利广场的马车线。:10
1887年，大多数马车线路合并至西端街道铁路。:8 1888年，波士顿开始出现电力有轨电车，如今的波士顿轻轨绿线C支线的前身。1890年9月2日，华盛顿街线电气化。:11 1895年，西端铁路在森林山修建了第一座编组站，1924年改名为安博维编组站。:34 1897年西端铁路被波士顿高架铁路公司收购:35，1902年南街线被延长至森林山编组站，1915年开通开往特里蒙特街地铁的波士顿轻轨绿线E支线。:61 华盛顿街线和南街线在森林山广场交汇，可以换乘。:11

### 架高铁路
1891年至1897年间，纽黑文铁路将后湾站至森林山站间的轨道拓宽成4股道，并抬升至专用石坝上。弗雷德里克·罗·欧姆斯为绿宝石项链公园设计了森林山高架。1897年6月1日，线路在多切斯特和牙买加平原共设立5座车站。

### 高架车站
1909年11月22日，华盛顿街高架从达德利广场延长至森林山，在海德公园大道附近设立了维护厂。车站外方便换乘为设计理念，地面为有轨电车，地铁在高架层，最终成为附近主要的有轨电车换乘中心。车站建筑由埃德蒙·马奇·惠特赖特设计，曾被称作“波士顿换乘站中的杰作”。
纽黑文铁路尝试增加森林山站至波士顿南站的铁路班次，然而依旧无法和波士顿高架铁路竞争。1940年9月29日，5座车站被废弃，1973年6月，森林山站恢复，尼德姆线在此站停靠。1976年，平均每天客流量为50人，相比之下，波士顿高架铁路站每天有15000人使用。

### 西南走廊
1979年至1987年，波士顿完全重建森林山站。重建后的新车站为多式连乘换乘车站，将作为西南走廊项目的一部分。工程需要拆除有百年历史的高架桥，并将客运线和橙线铁轨全部转移至开放式沟槽。1983年11月12日，森林山高架定向爆破，1984年6月1日起开始新建车站。
新车站造价3800万美元，由剑桥七人联合会设计，主体由砖、钢筋和玻璃组成，设计成一个巨型溫室形状，与周围公园融为一体。车站顶部设有一座造价12万美元的西式钟楼，是当地标志之一。1987年5月4日，波士顿高架铁路橙线服务暂停，并于5月7日转移至西南走廊通道。1987年10月5日，通勤铁路和美铁客运线恢复运营，10月19日尼德姆线恢复运行。
新车站包含有轨电车转盘，在车站的最北端，安博维有轨电车站搬至此处，并改名为森林山站。1985年12月28日，由于亨廷顿大道地铁隧道施工，安博维支线（波士顿轻轨绿线E支线）“临时”停运。1986年7月将到布里格姆环岛站的服务恢复，1989年11月4日，到希思街站的服务恢复。然而从希思街到安博维的路段，由于有轨电车与普通车辆混行，处于安全考虑马萨诸塞湾交通局不愿意恢复服务。作为大开掘施工项目空氣污染减排措施的一部分，恢复安博维段有轨电车服务一直备受关注。由于电车服务迟迟没有恢复，发起了对交通局的法律诉讼，但马萨诸塞湾交通局与2011年胜诉，取消了后续恢复有轨电车的计划。
2009年9月28日，森林山站新增了一个自行车停放笼，它是马萨诸塞湾交通局在波士顿地区设置的首个停放笼，用于推广“骑车换乘”运动。2016年，车站北入口附近从未被使用过的绿线调头环形轨道被移除。2019年11月6日，新车站入口开放。计划更新三座老式电梯，并新增一座新电梯，连接站台层和公交车专用道，预计于2022年投入使用。

## 车站结构

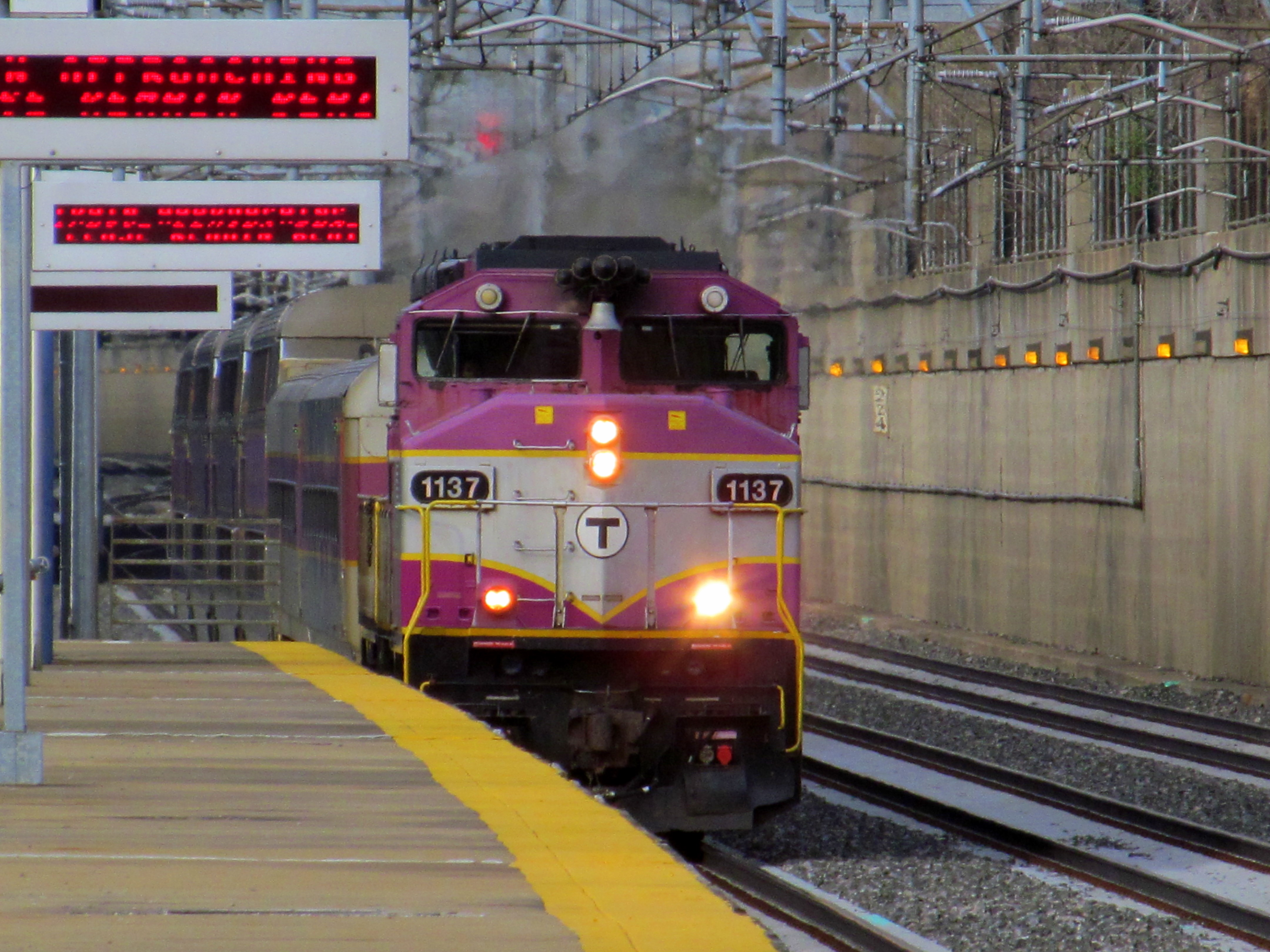
普罗维登斯/斯托顿线列车经过森林山站3号站台（2012）

| G         | 地面                  | 出入口、等候室、公交车站台及停车场                                               |
| M         | 夹层                  | 橙线检票口                                                                       |
| B1 站台层 | 北行                  | 终点站 · 往橡树林方向 （绿街）                                                   |
| B1 站台层 | 島式月台，左/右侧开门 |                                                                                  |
| B1 站台层 | 北行                  | 终点站 · 往橡树林方向 （绿街）                                                   |
| B1 站台层 | 5号站台               | 尼德姆线 往尼德姆高地方向（罗斯林代尔村） · 尼德姆线 往波士顿南站方向 （拉格斯） |
| B1 站台层 | 島式月台，左/右侧开门 |                                                                                  |
| B1 站台层 | 3号站台               | 普罗维登斯/斯托顿线 、 富兰克林线 经过                                           |
| B1 站台层 | 1号轨道               | 阿西樂特快、東北區域號和 普罗维登斯/斯托顿线 、 富兰克林线 经过                  |
| B1 站台层 | 2号轨道               | 阿西樂特快、東北區域號和 普罗维登斯/斯托顿线 、 富兰克林线 经过                  |

## 公交换乘

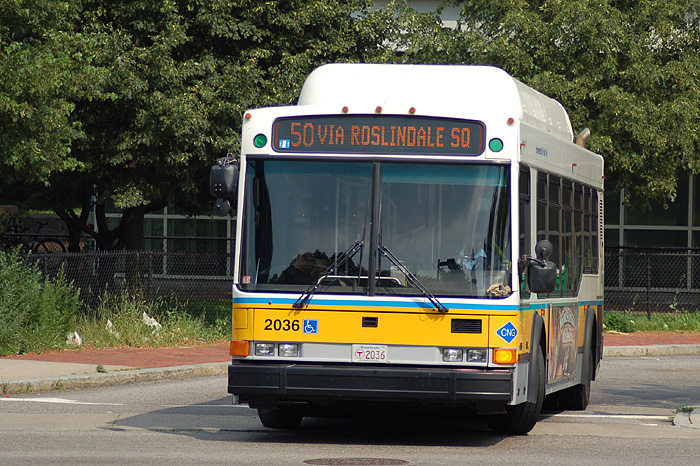
50路公交驶离车站

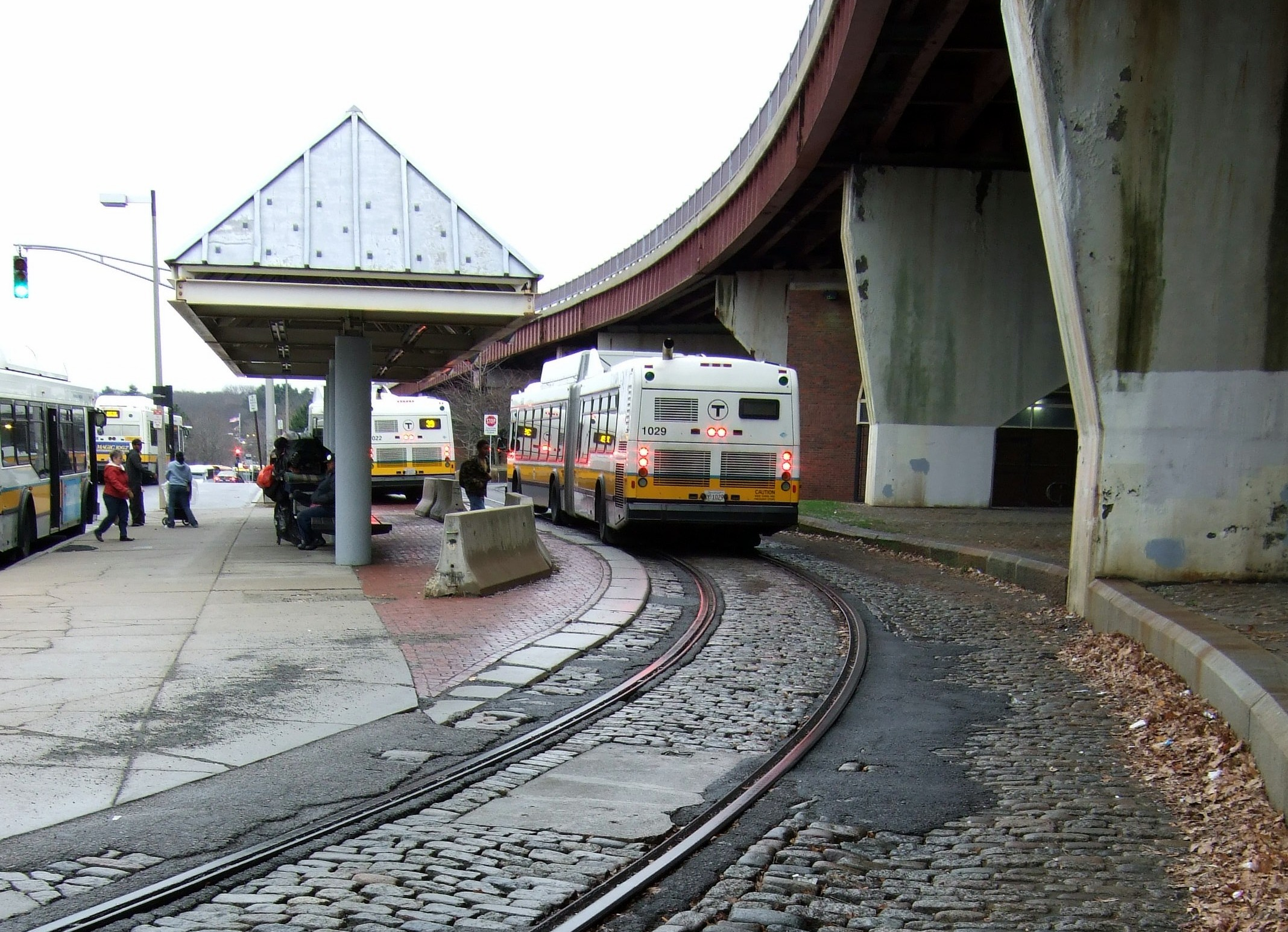
39路公交车停在曾经的绿线环形轨道等待乘客上下车（2006）

森林山站是该车站附近最主要的公交换乘车站，共有16条公交线以此站为终点站。
20世纪80年代建造的波士顿轻轨绿线E支线环形轨道站台因安博维延长线取消，从未被有轨电车使用过，而被39路公交使用。2017年10月14日起，39路公交改至车站上层专用公交站台停靠。